# کن لو
کن لو (انگلیسی: Ken Lo؛ زادهٔ ۱۷ مارس ۱۹۵۹) با نام اصلی «کنث لو وای-کئونگ» بازیگر، رزمی‌کار و بدل‌کار اهل هنگ کنگ است.
او یکی از اعضای تیم بدل‌کاری جکی چان است.
از فیلم‌ها یا برنامه‌های تلویزیونی که وی در آن نقش داشته است می‌توان به شکارچی شهر، پلیس‌های جن-ایکس، له‌له‌های اجباری، حادثه شینجوکو، من کی هستم ۲۰۱۵، جکی چان: بدل‌کاران من، بازرسان دامن‌پوش و ۲۰۰۰ ای‌دی اشاره کرد.